# Biserica de lemn din Dumbrava, Cluj

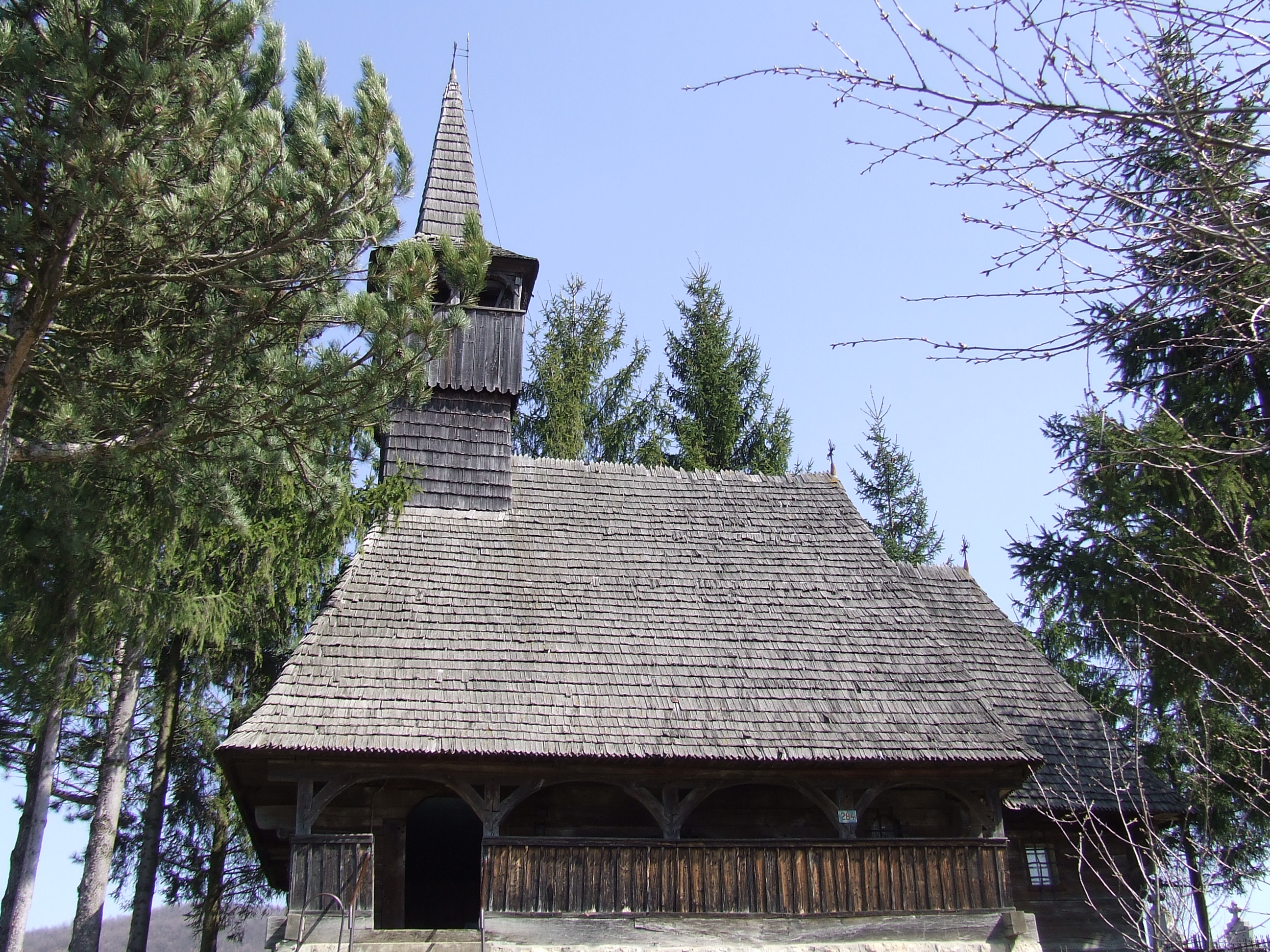
Biserica de lemn din Aghireşu-Fabrici

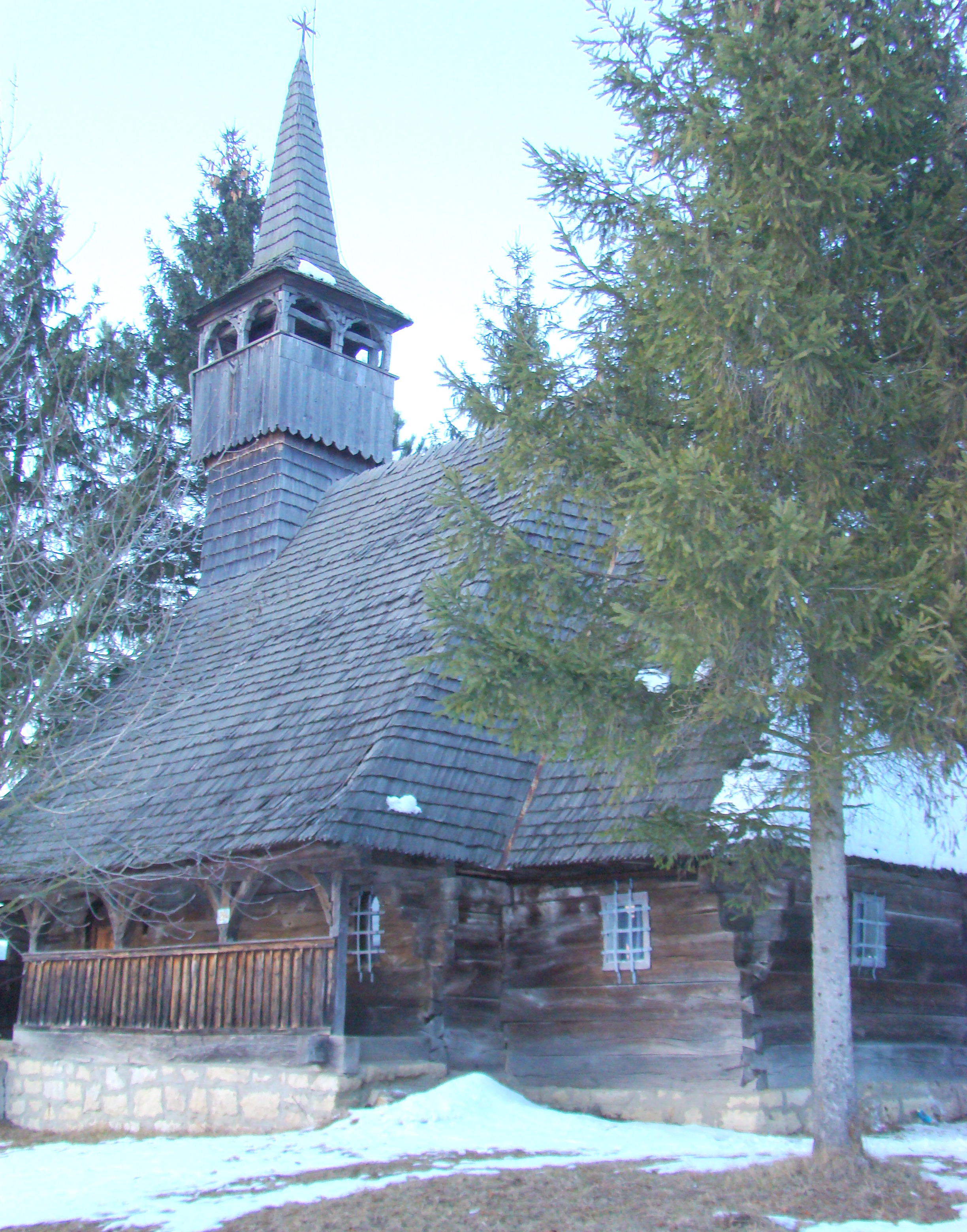
Biserica de lemn din Aghireşu-Fabrici, foto: februarie 2009.

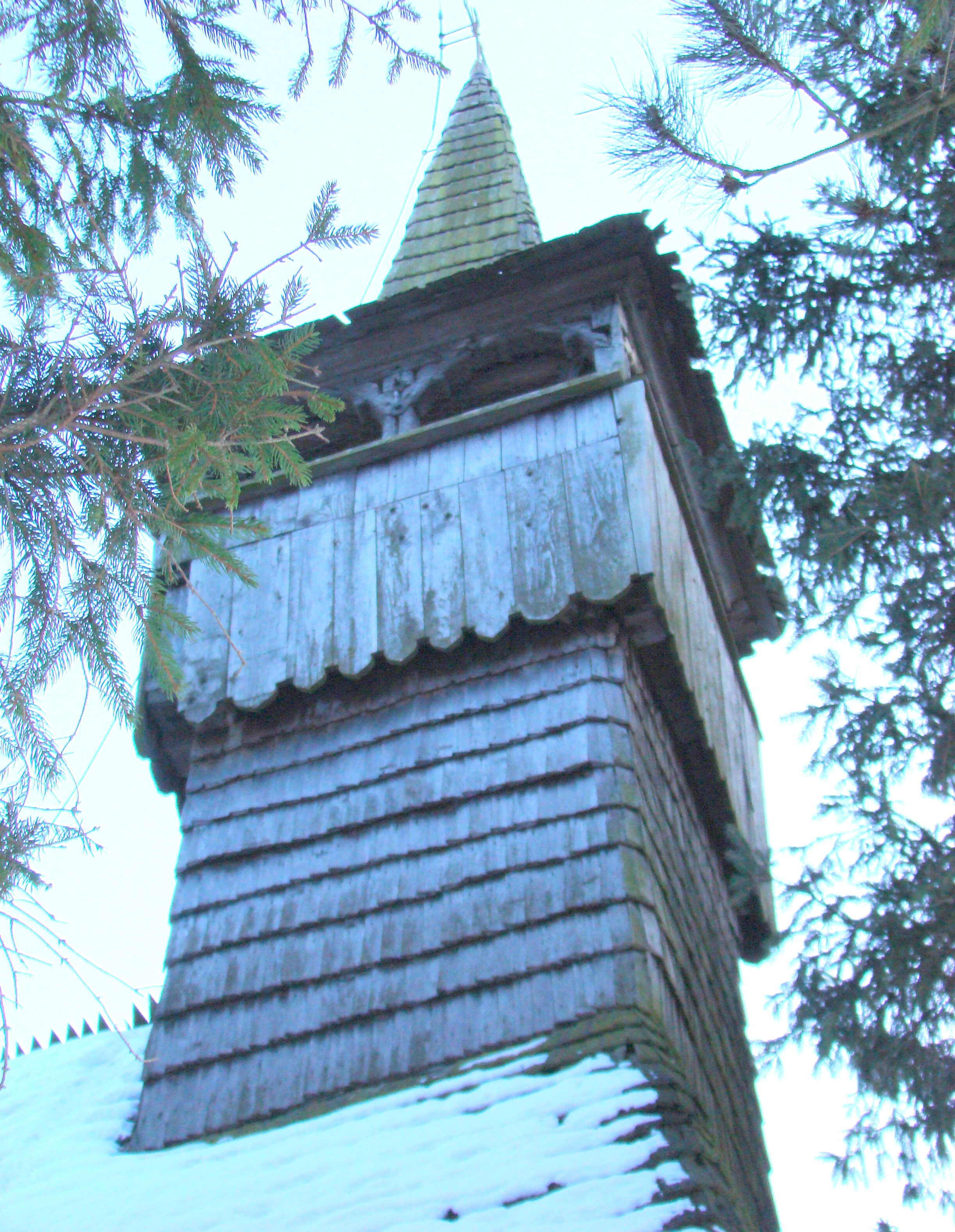
Turnul-clopotniță

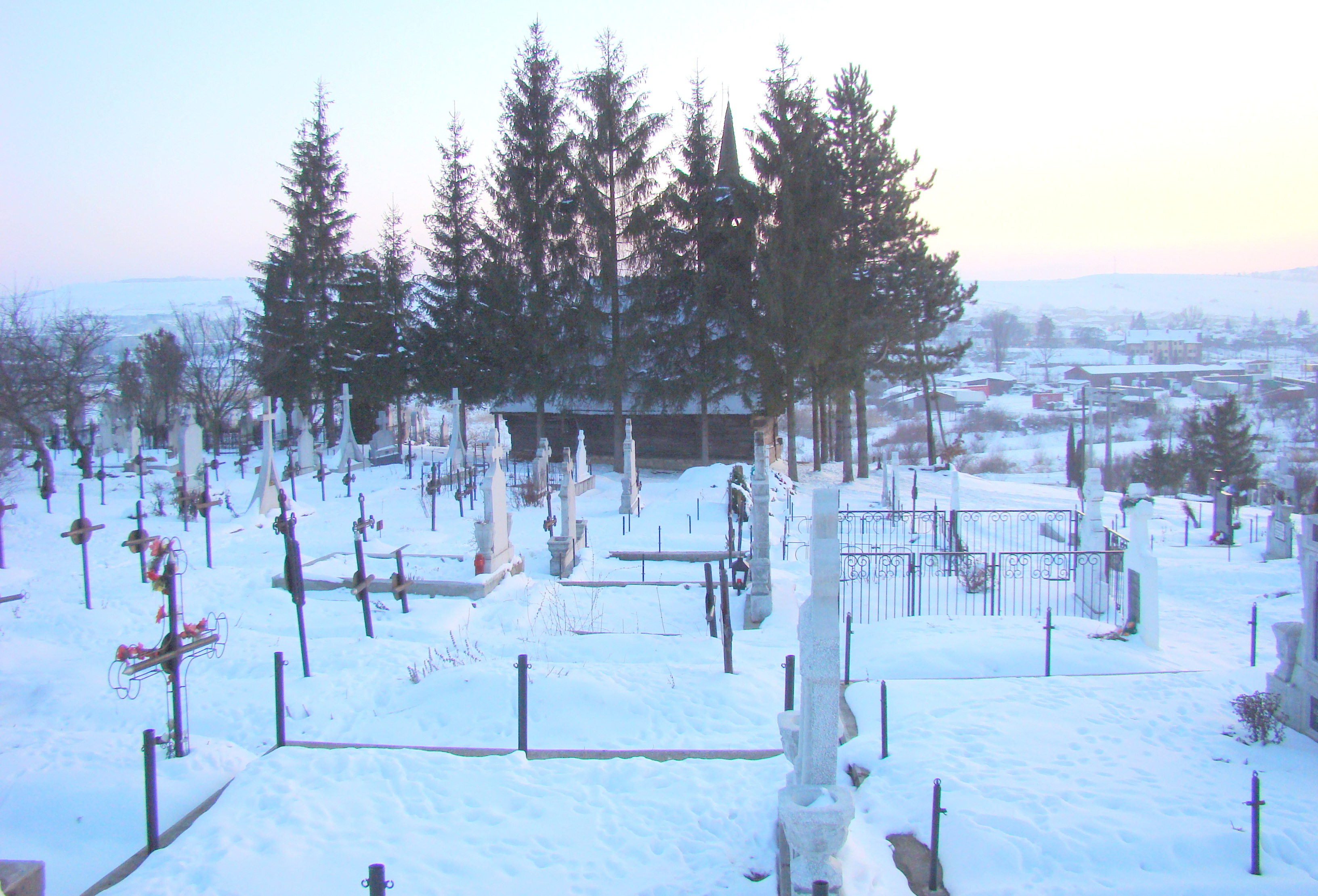
Biserica și împrejurimile

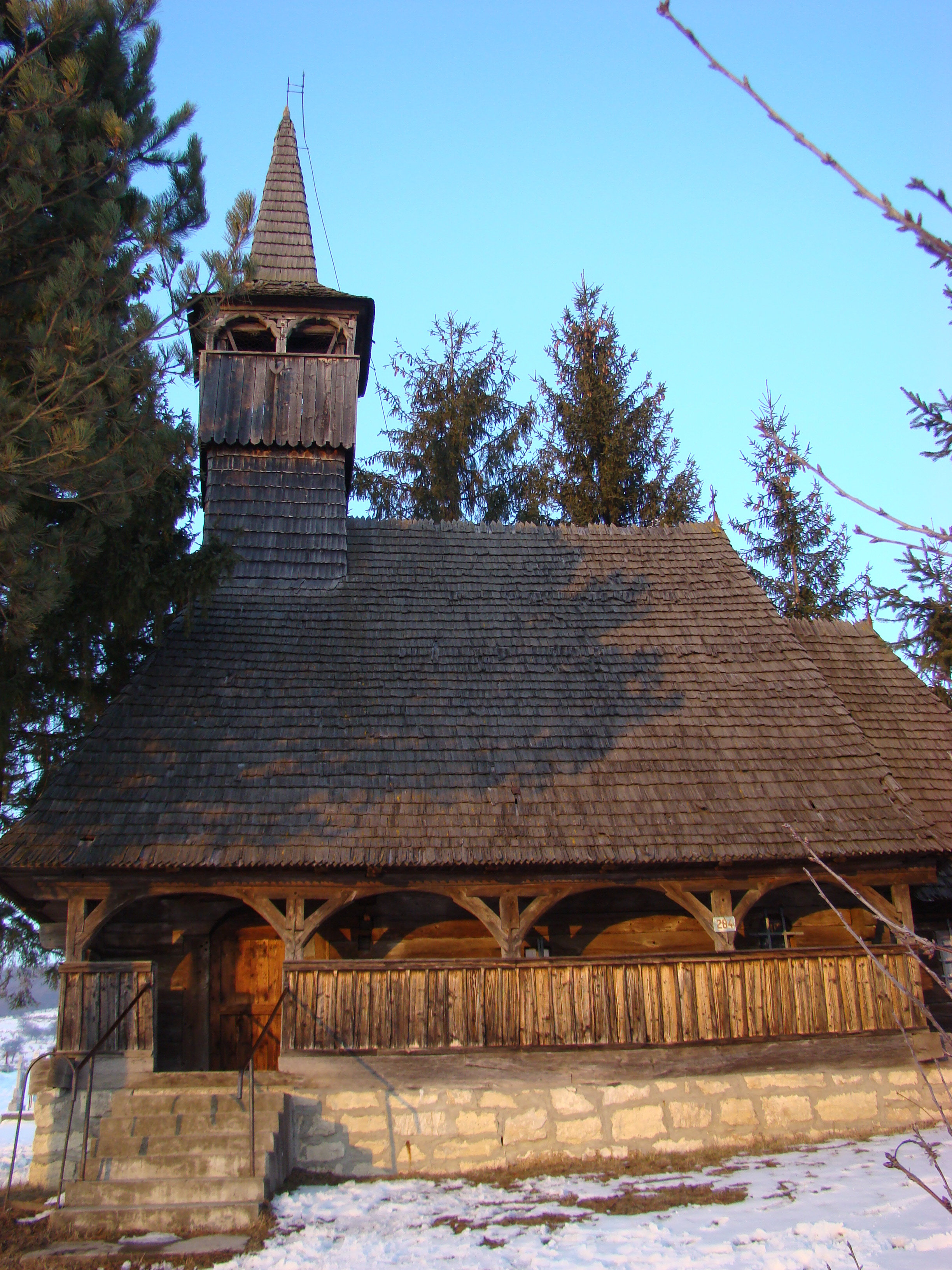
Biserica (sud)

Biserica de lemn din Aghireșu-Fabrici, comuna Aghireșu, județul Cluj, datează din secolul XVIII. Are hramul „Nașterea Maicii Domnului”. Biserica se află pe noua listă a monumentelor istorice sub codul LMI:  CJ-II-m-B-07512.

## Istoric
Dezvoltarea industrială a Aghireșului din ultimii 60-70 de ani și constituirea treptată a unei localități noi, satelit, Aghireș-Fabrici a adus o ultimă strămutare de lăcaș de cult, chiar în anii '70, când, în cimitirul satului nou, a fost adusă și remontată Biserica de lemn cu hramul „Nașterea Maicii Domnului”, cumpărată de localnici de la românii din satul învecinat Dumbrava (Oșorheiu), un sat, de asemenea, mixt, așezat în apropierea șoselei internaționale Cluj-Oradea. La Aghireșu-Fabrici, biserica a fost reconstruită în cimitir, nu după vechea tradiție locală, cum s-ar fi crezut, ci în singurul loc pentru care nu era nevoie de aprobarea autorităților comuniste.
În încercarea de a-i reconstitui trecutul, am putea constata că în Oșorhei-Dumbrava, biserica a fost construită relativ târziu, la sfârșitul secolului al XVIII-lea, probabil in ultimul deceniu, când a înlocuit, fără nici o îndoială, o mai veche biserică de lemn, atestată de recensământul ecleziastic de la 1733, în care se oficializau sfintele liturghii pentru românii din Oșorheiu. Meșterii trebuie să fi fost din vreun sat de munte. Arhitectonic și stilistic și acest monument aparține părții “muntoase” a județului Cluj.

## Trăsături
Planimetric, biserica era alcătuită dintr-un pronaos tăvănit de 2,22/4,90, un naos boltit, de 4,60/4,90, și un altar dreptunghiular, de 3/3,15, așezat acesta sub un acoperiș mai scund, adecvat dimensional. De pe grinzile pronaosului se ridică, pe sub stâlpi puternici și rezistenți, turnul clopotniței, caracteristic zonei, cu galerie simplă și cu un impunător coif octogonal. Dacă bârnele din pereții laterali ai bisericii nu a fost necesar sa fie înlocuite, nici stâlpii turnului nu par sa fi fost schimbați, însă la sistemul de susținere a acoperișului multe elemente ale vechii construcții au fost substituite.
Peretele dintre pronaos și naos a fost pur și simplu „tăiat”, nu atât datorită renunțării la practica separării „calitative” a interiorului, cât mai ales cu scopul măririi spațiului utilizabil în serviciile de cult. Necesitatea reală de a mări cele două uși ale altarului a dus, din păcate, la sacrificarea unor decorații de ancadrament.

## Galerie de imagini

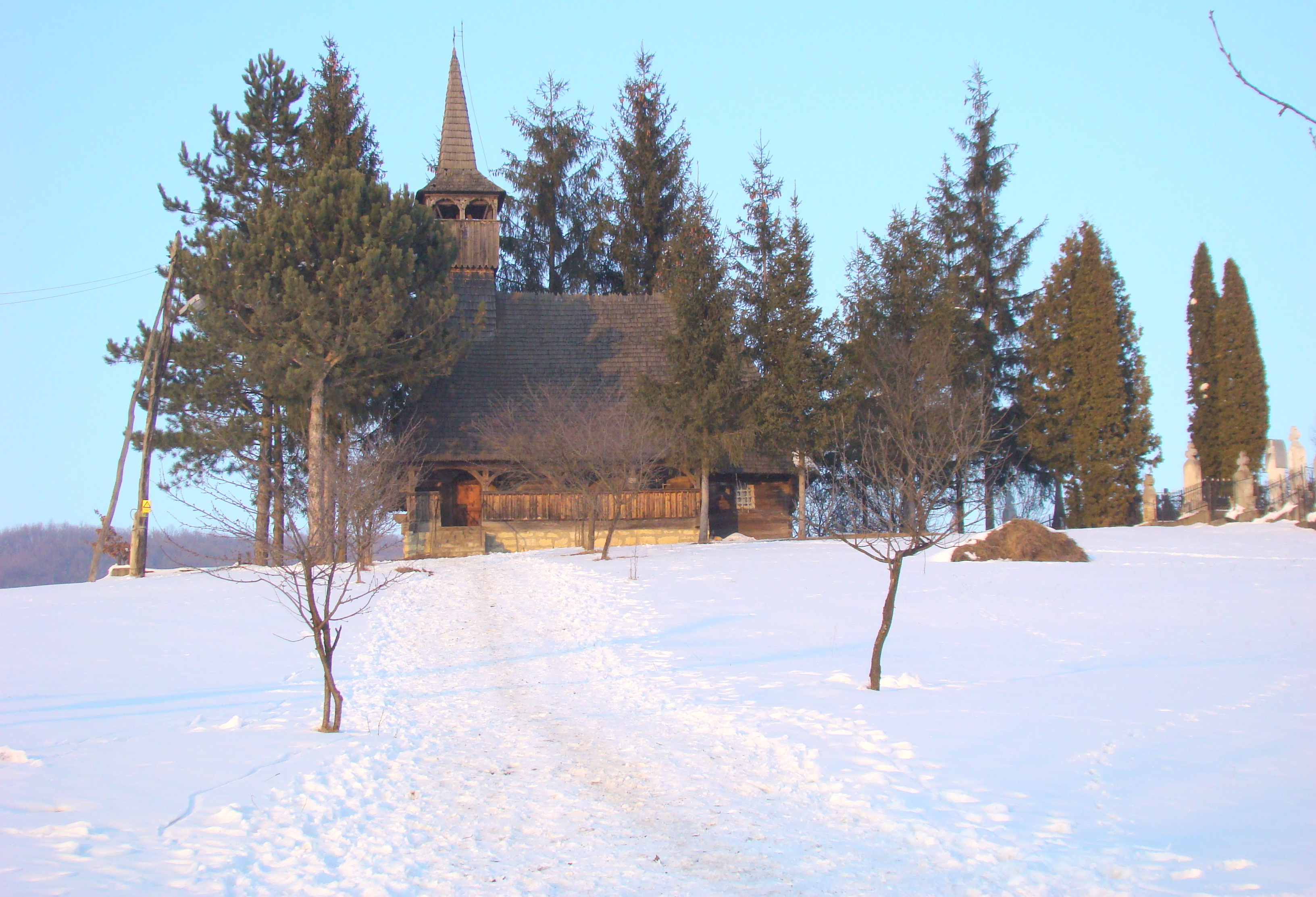
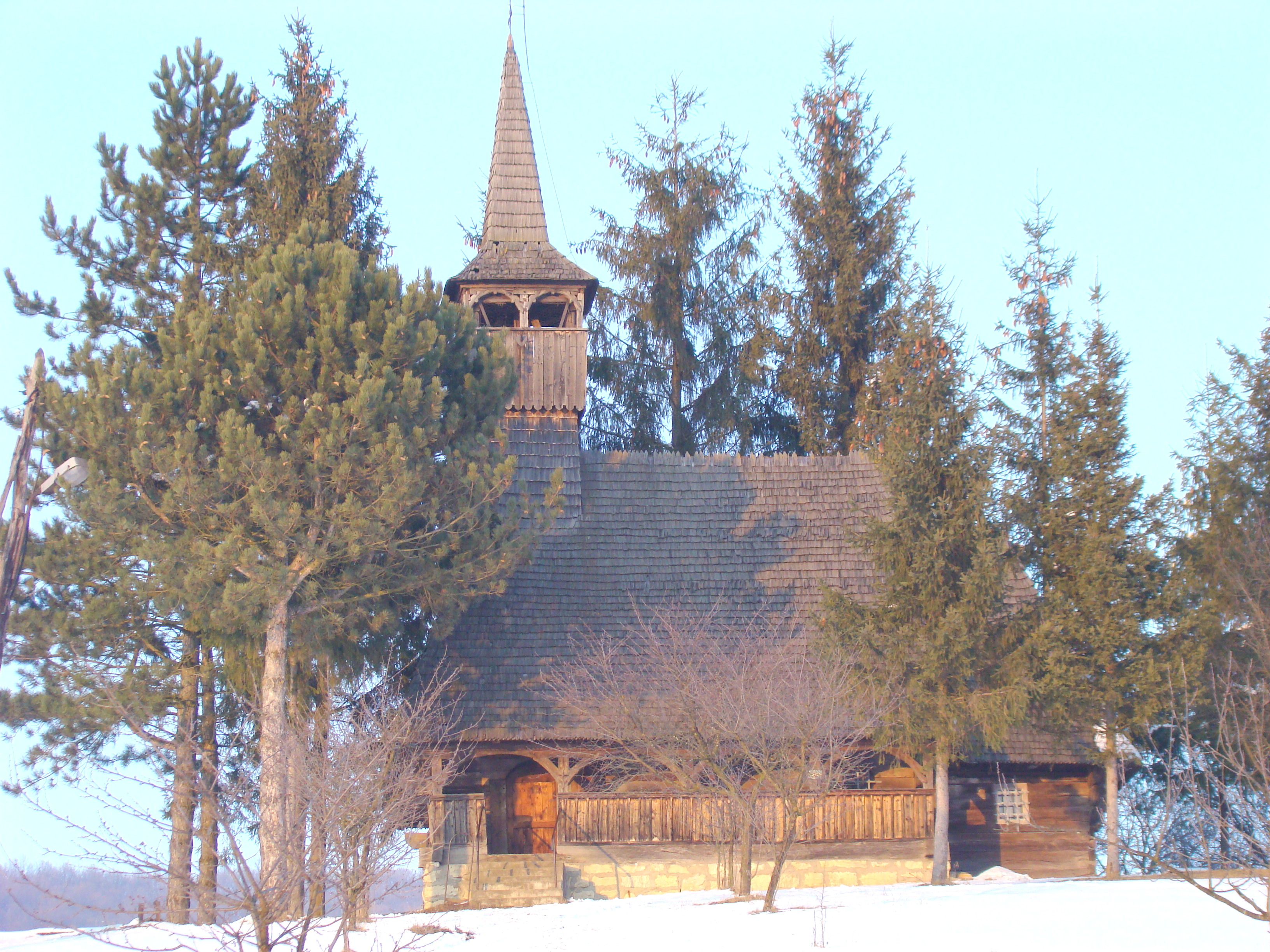
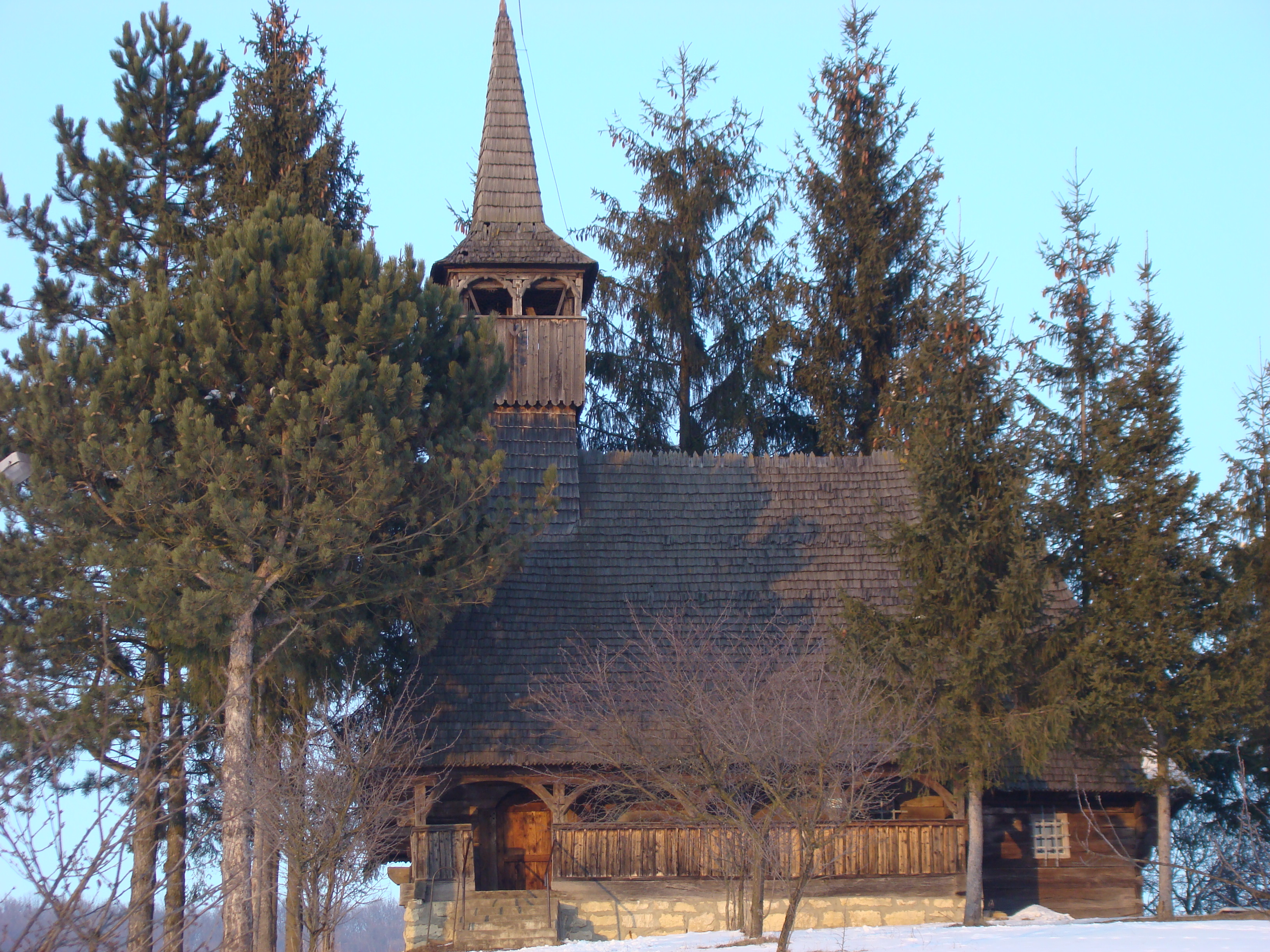
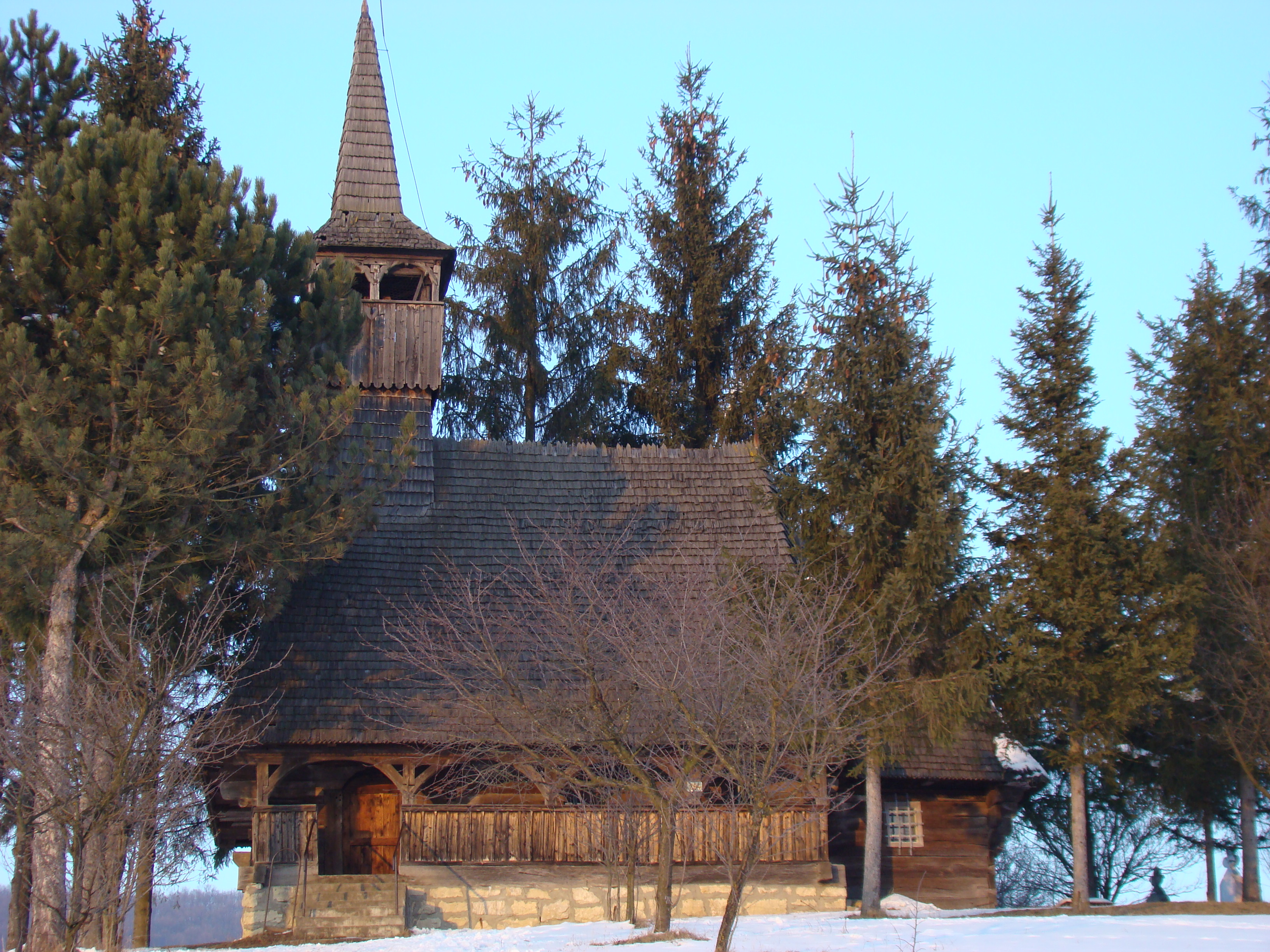
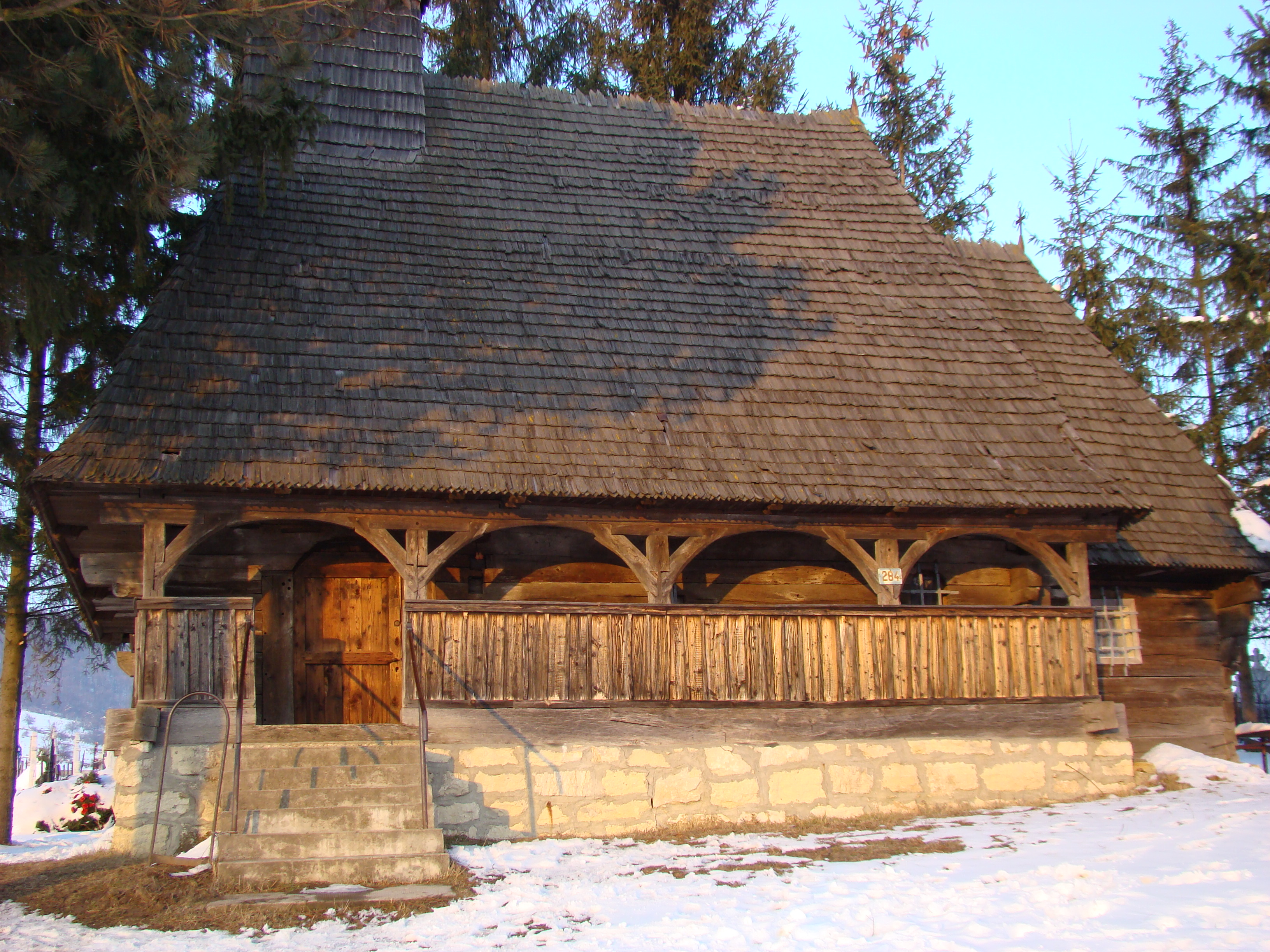
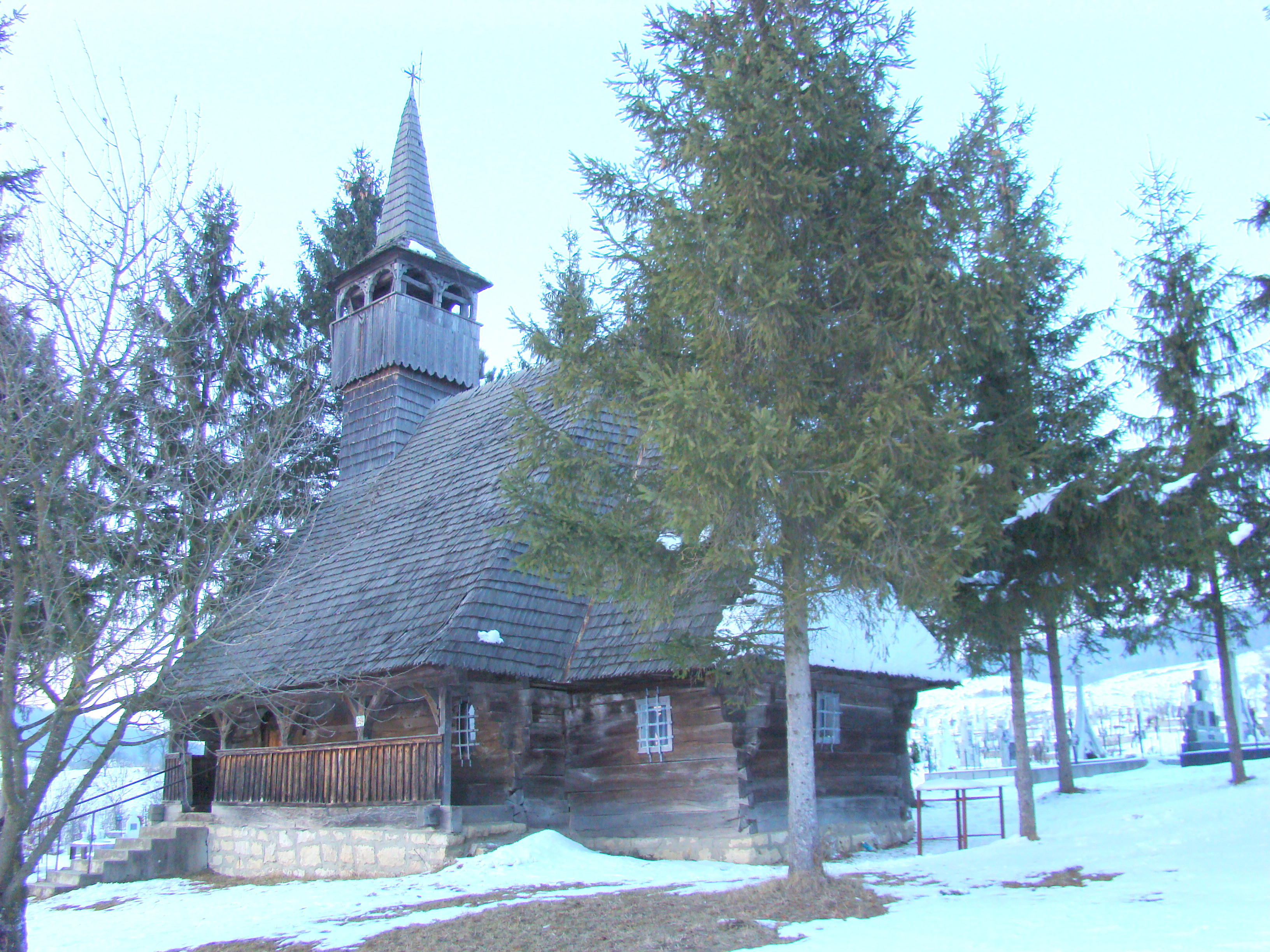
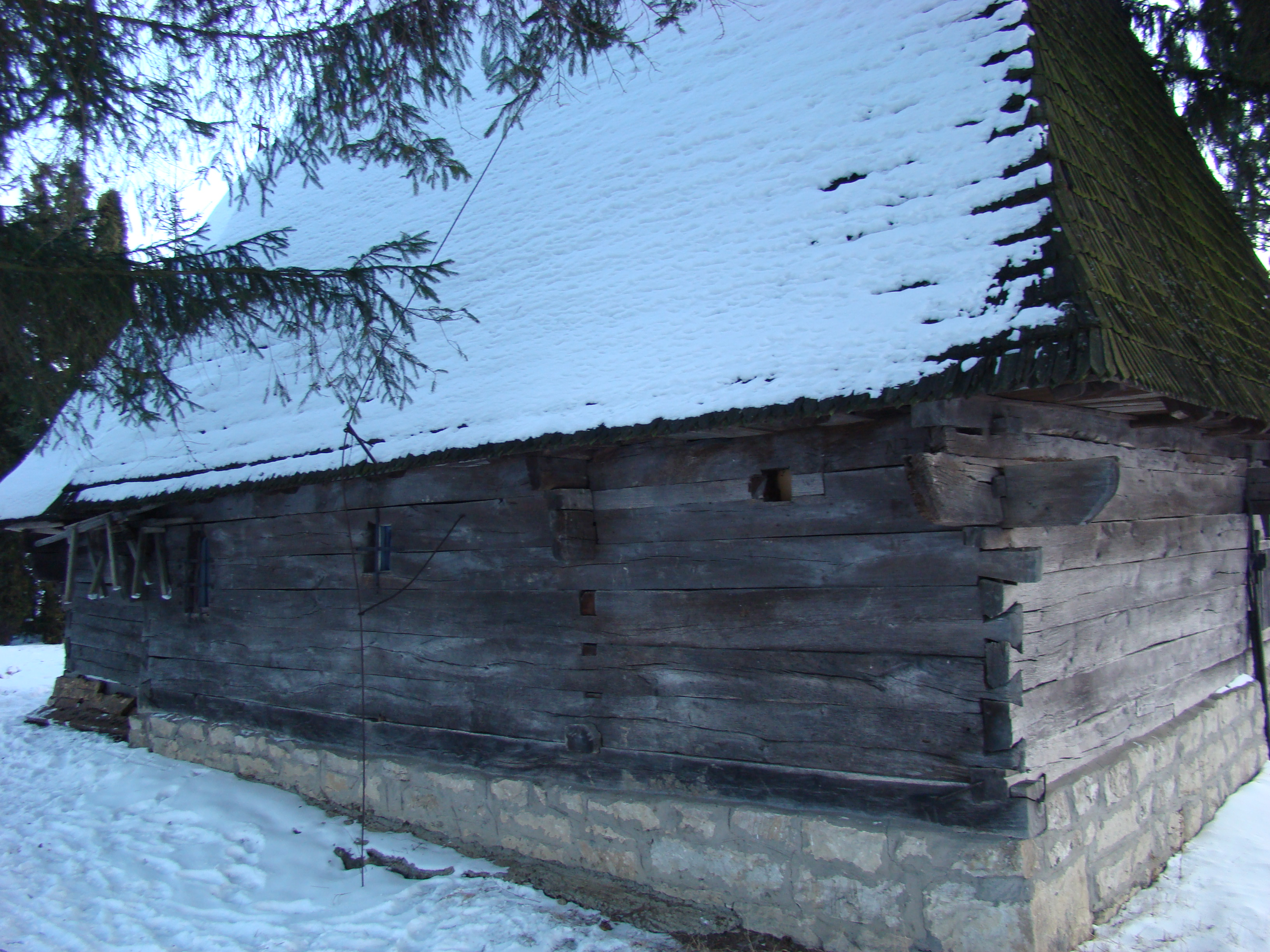
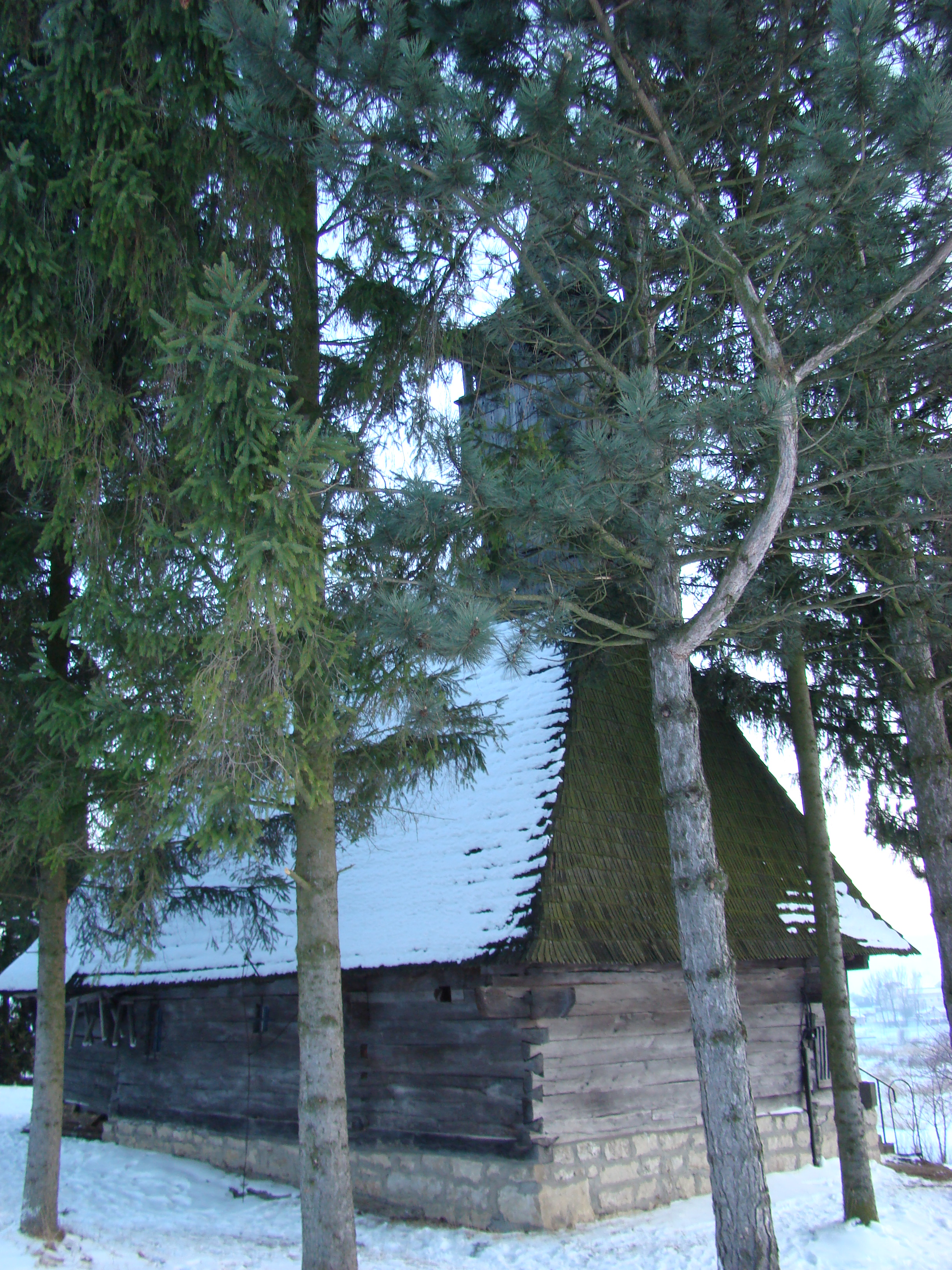
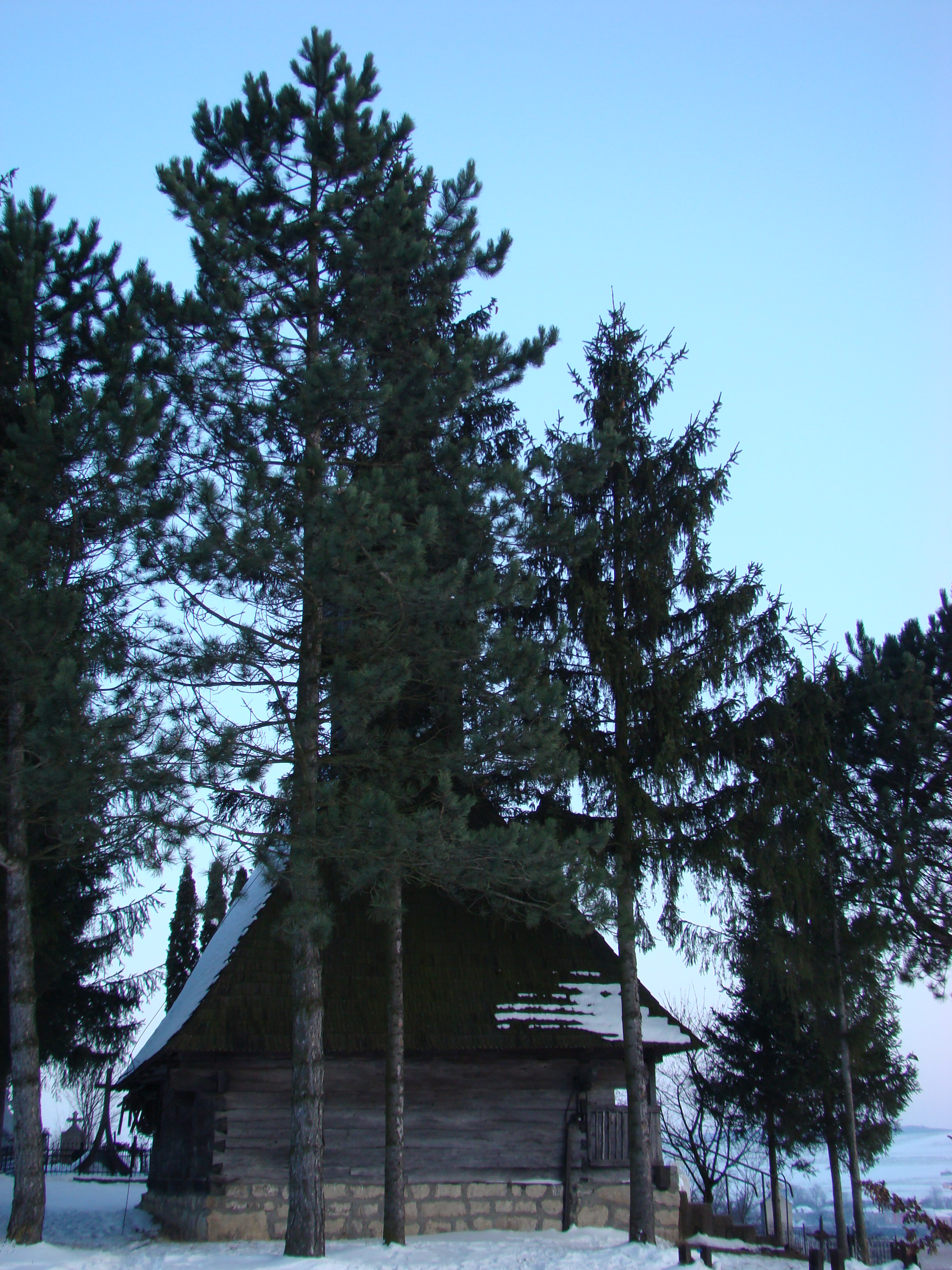